# Битва під Дорогичином
Битва під Дорогичином — бій, що відбувся у березні 1238 року за володіння Дорогичином між військами волинських князів Данила і Василька Романовичів проти лицарів Добжинського ордену, які утримували місто. Закінчилась перемогою князів, полоном орденського магістра Бруно і поверненням Дорогичина до складу Русі. Також — Дорогочинська битва.

## Перебіг
Бій за Дорогичин відбувся через провал ятвязького походу Данила і Василька. Навесні 1238 року князі підійшли до Берестя, збираючись вступити до Ятвязької землі, але повінь на річках поховала їхні плани. Замість цього брати вирішили захопити Дорогичин, що належав руським князям, але з 1237 року перебував під контролем Добжинського ордену з дозволу мазовецького князя Конрада.
На боці князя Данила виступили його піхота, кіннота та збурене тевтонським пануванням населення Дорогочина.
Спочатку князь підвів під стіни міста піхоту. Лицарі вирішили, що швидко її здолають, тому вийшли з міста. Однак тоді на тевтонців несподівано напала руська кіннота. Дорогочинці натомість підняли повстання і не впустили лицарів до міста, коли ті відступали.
Військо тевтонців було розгромлено. Данило Романович увійшов до міста та полонив добжинського старійшину (магістра) Бруно.
Про цю подію коротко згадує Галицько-Волинський літопис (Іпатський літопис):
| Оригінал |  | Переклад |
| --- |  | --- |
| веснѣ же бъıвши. поидоста на Ӕтвезѣ и приидоста Берестью. рѣкамъ наводнившимсѧ. и не возмогоста ити на Ѧтвѧзѣ. Данилови рекъшоу. не лѣпо есть держати нашее ѡт҃чинъı. крижевникомь Тепличемь. рекомъıмь. Соломоничемь. и поидоста на нѣ в силѣ тѧжьцѣ. приаста град̑. мс̑ца марта старѣишиноу ихъ Броуна ӕша. и во изоимаша. и возъвратисѧ Володимѣръ |  | Коли ж настала весна, рушили вони удвох на Ятвягів. І прийшли вони до Берестія, [але] ріки наводнилися, і не змогли вони йти на Ятвягів. Данило сказав: «Не гоже є держати отчину нашу крижевникам-темпличам, тобто соломоничам» . І пішли вони на них із великою силою, узяли город [Дорогичин] місяця березня, і старійшину їх Бруна схопили, і воїв захопили, і вернулися обидва у Володимир. |

## Оцінки
- Битва під Дорогичином отримала різні історіографічні оцінки. З одного боку її представляли як знакову перемогу православних русів-слов'ян над католиками германцями-хрестоносцями з Тевтонського ордену (або меченосцями), що здійснювали «хрестовий похід Заходу на Схід». Битва часто сприймалася як південноруський аналог Льодового побоїща, де новгородський князь Олександр Невський поклав край «зазіханням німецьких псів-лицарів» на Північно-Західну Русь[3]. Таке трактування події стало характерним і для деяких українських наукових і популярних видань[4], а також до художньої літератури[5]. Поряд з тим, з'явилась тенденція до замовчування та применшування ролі битви.[6] Для цього підкреслювалось, що конфлікт довкола Дорогочина мав не релігійний, а майновий характер — за володіння отчиною (як зазначає літопис); хрестоносці були не тевтонцями, а добринцями, частину з яких становили лицарі слов'янського (мазурського) походження; битва була простим немасштабним боєм, який не згадується ніде, окрім як у руських джерелах.